# Romette
Pour les articles homonymes, voir Romette (homonymie).
Romette est une commune associée de Gap et une ancienne commune française, située dans le département des Hautes-Alpes en région Provence-Alpes-Côte d'Azur.
La commune est réunie le 1er janvier 1975 à la commune de Gap sous le statut de commune associée. Elle se trouvait au nord-est de la ville, dont elle était séparée par le torrent du Buzon ; elle en est désormais un quartier résidentiel. Elle a conservé sa mairie, devenue mairie annexe, et son numéro d'identification INSEE (05125). Elle est actuellement la seule commune associée du département.

## Géographie
Située au nord-est de Gap, la commune associée de Romette est traversée par les routes départementales 92 et 292. La commune avait une superficie de 12,39 km2

## Toponymie
Le nom de la localité est attesté sous la forme latine Roma en l'an 739 dans le cartulaire de l'abbaye de Saint Hugues et le Testament d'Abbon; Santus Petrus de Roma qui deviendra Romuta en 1152 puis Rometa en 1177.
Ce toponyme ne pose aucune difficulté de compréhension. Du nom de lieu Roma (d'Italie) et du suffixe diminutif -utta, puis -etta ; qui signifie « Petite Rome ».

## Histoire
Par arrêté préfectoral du 25 novembre 1974, la commune de Romette est rattachée, le 1er janvier 1975, sous la forme d'une fusion-association, avec la commune de Gap.

## Administration
Avant mars 2015, Romette faisait partie du canton de Gap-Campagne.
Depuis mars 2015, elle est rattachée au canton de Gap-2.

### Liste des maires
| Période                                  | Période | Identité | Étiquette | Qualité |
| ---------------------------------------- | ------- | -------- | --------- | ------- |
| Les données manquantes sont à compléter. |         |          |           |         |
|                                          |         |          |           |         |

### Liste des maires délégués
| Période      | Période  | Identité        | Étiquette | Qualité               |
| ------------ | -------- | --------------- | --------- | --------------------- |
| février 2007 | En cours | Rolande Lesbros | DVD       | assistante maternelle |

## Démographie
| 1793 | 1800 | 1806 | 1821 | 1831 | 1836 | 1841 | 1846 | 1851 |
| ---- | ---- | ---- | ---- | ---- | ---- | ---- | ---- | ---- |
| 378  | 300  | 407  | 395  | 485  | 474  | 502  | 519  | 489  |

| 1856 | 1861 | 1866 | 1872 | 1876 | 1881 | 1886 | 1891 | 1896 |
| ---- | ---- | ---- | ---- | ---- | ---- | ---- | ---- | ---- |
| 476  | 467  | 531  | 450  | 468  | 547  | 544  | 523  | 527  |

| 1901 | 1906 | 1911 | 1921 | 1926 | 1931 | 1936 | 1946 | 1954 |
| ---- | ---- | ---- | ---- | ---- | ---- | ---- | ---- | ---- |
| 512  | 448  | 447  | 415  | 391  | 441  | 440  | 389  | 470  |

| 1962 | 1968 | 1975 | 1982 | 1990 | 1999 | 2006 | 2008 | 2011 |
| ---- | ---- | ---- | ---- | ---- | ---- | ---- | ---- | ---- |
| 475  | 577  | -    | -    | 1193 | 1473 | 1574 | 1277 | 1646 |

| 2013 | - | - | - | - | - | - | - | - |
| ---- | - | - | - | - | - | - | - | - |
| 1592 | - | - | - | - | - | - | - | - |

Histogramme

(élaboration graphique par Wikipédia)

## Lieux et monuments
- La mairie
- L'église Saint-Pierre, dont le clocher carré est orné de fenêtres trilobées, et le porche surmonté d'armes pontificales.
- La maison de village « la Romettine »
- Un lavoir ancien
- L'ancien viaduc du Buzon, construit entre 1913 et 1929 pour le chemin de fer Gap - Corps, mais jamais mis en service.